# Manchester United Premier Cup
A Manchester United Premier Cup foi uma competição de futebol de categorias de base realizada anualmente entre 1997 e 2015. É considerada uma das principais competições de base do mundo.

## História
O torneio foi criado pela Nike, Inc. em 1993 como Nike Premier Cup, e tinha o foco de desenvolver, incentivar, dar visibilidade e captar novos atletas. A primeira edição contou com 624 equipes de 15 países da Europa. No ano seguinte, o torneio se expandiu para o continente asiático, aumentando o número de equipes para 1.067, antes de aumentar esse número com mais 284 clubes da América Latina em 1995 para alcançar a marca de 1.351 participantes. O Chile sediou o primeiro torneio regional naquele ano, quando a Universidad de Chile foi coroada a primeira campeã latino-americana da competição.
Em 1996, o torneio foi reformulado para incluir uma fase mundial após os torneios regionais. As fases locais contribuíram para a redução das equipes participantes de mais de 2.500 para apenas 12 para a competição final realizada na Cidade do Cabo, capital legislativa da África do Sul, em 1997. Este formato foi utilizado entre 1996 a 2001, quando foi decidido que a equipe anfitriã e os campeões nacionais de 13 países receberiam qualificação direta para o torneio final, com as últimas seis vagas restantes do torneio, serão atribuídas às equipes da África, América Latina, Europa, Oriente Médio e Sudeste Asiático. Em 1998, o Athletic Bilbao venceu a competição, que naquele ano foi realizada em Paris, com isso, os jogadores campeões foram recompensados com ingressos para assistirem no Stade de France para a final da Copa do Mundo FIFA, quando a anfitriã França derrotou o Brasil por 3 a 0.
Em 2003, para coincidir com a substituição da Umbro pela Nike como fornecedora oficial de matérias esportivos do Manchester United, o torneio foi rebatizado como Manchester United Premier Cup. Em 2015, a fase mundial foi realizada pela última vez, tendo como último campeão o Right To Dream, de Gana. Atualmente, apenas alguns países ainda mantêm as fases locais ativas, como, por exemplo, o Brasil que conta com duas versões: a Sub-15 masculina e Sub-15 feminina.

## Campeões

### Títulos por clube
| Pos  | Clube                | Títulos | Vices | 3.º lugar | 4.º lugar |
| ---- | -------------------- | ------- | ----- | --------- | --------- |
| 1.º  | Barcelona            | 3       | —     | —         | —         |
| 2.º  | São Paulo            | 2       | 1     | —         | —         |
| 3.º  | Fluminense           | 2       | —     | —         | —         |
| 4.º  | Corinthians          | 1       | 1     | —         | —         |
| 4.º  | Pachuca              | 1       | 1     | —         | —         |
| 6.º  | Right To Dream       | 1       | —     | 1         | 1         |
| 7.º  | Chivas Guadalajara   | 1       | —     | 1         | —         |
| 7.º  | Dínamo Zagreb        | 1       | —     | 1         | —         |
| 9.º  | Vitória              | 1       | —     | —         | 1         |
| 10.º | Athletic Bilbao      | 1       | —     | —         | —         |
| 10.º | Dínamo de Moscou     | 1       | —     | —         | —         |
| 10.º | Internacional        | 1       | —     | —         | —         |
| 10.º | Manchester City      | 1       | —     | —         | —         |
| 10.º | Platense             | 1       | —     | —         | —         |
| 10.º | Universidad Católica | 1       | —     | —         | —         |
| 16.º | Porto                | —       | 1     | 1         | —         |
| 17.º | Arsenal              | —       | 1     | —         | 1         |
| 17.º | Paris Saint-Germain  | —       | 1     | —         | 1         |
| 17.º | Tokyo Verdy          | —       | 1     | —         | 1         |
| 20.º | Atlas                | —       | 1     | —         | —         |
| 20.º | Gamba Osaka          | —       | 1     | —         | —         |
| 20.º | Genoa                | —       | 1     | —         | —         |
| 20.º | Manchester United    | —       | 1     | —         | —         |
| 20.º | Milan                | —       | 1     | —         | —         |
| 20.º | Orlando Pirates      | —       | 1     | —         | —         |
| 20.º | River Plate          | —       | 1     | —         | —         |
| 20.º | Rosário Central      | —       | 1     | —         | —         |
| 20.º | Tahuichi             | —       | 1     | —         | —         |
| 20.º | Valencia             | —       | 1     | —         | —         |
| 20.º | Werder Bremen        | —       | 1     | —         | —         |
| 20.º | Zlín                 | —       | 1     | —         | —         |
| 32.º | América              | —       | —     | 2         | —         |
| 33.º | Hertha Berlim        | —       | —     | 1         | 1         |
| 33.º | Internazionale       | —       | —     | 1         | 1         |
| 33.º | Real Madrid          | —       | —     | 1         | 1         |
| 36.º | Atlético de Madrid   | —       | —     | 1         | —         |
| 36.º | Bahia                | —       | —     | 1         | —         |
| 36.º | Boca Juniors         | —       | —     | 1         | —         |
| 36.º | Domžale              | —       | —     | 1         | —         |
| 36.º | Eintracht Frankfurt  | —       | —     | 1         | —         |
| 36.º | Estudiantes          | —       | —     | 1         | —         |
| 36.º | Krylya Sovetov       | —       | —     | 1         | —         |
| 36.º | Santos               | —       | —     | 1         | —         |
| 44.º | Basel                | —       | —     | —         | 1         |
| 44.º | Chelsea              | —       | —     | —         | 1         |
| 44.º | Colo-Colo            | —       | —     | —         | 1         |
| 44.º | Cruz Azul            | —       | —     | —         | 1         |
| 44.º | CSKA Moscou          | —       | —     | —         | 1         |
| 44.º | Köln                 | —       | —     | —         | 1         |
| 44.º | Kwang Yang Je Cheol  | —       | —     | —         | 1         |
| 44.º | SMS Łódź             | —       | —     | —         | 1         |
| 44.º | Tigres UANL          | —       | —     | —         | 1         |

### Títulos por país
| Pos  | País          | Títulos | Vices | 3.º lugar | 4.º lugar |
| ---- | ------------- | ------- | ----- | --------- | --------- |
| 1.º  | Brasil        | 7       | 2     | 2         | 1         |
| 2.º  | Espanha       | 4       | 1     | 2         | 1         |
| 3.º  | México        | 2       | 2     | 3         | 2         |
| 4.º  | Argentina     | 1       | 2     | 2         | —         |
| 5.º  | Inglaterra    | 1       | 2     | —         | 2         |
| 6.º  | Gana          | 1       | —     | 1         | 1         |
| 6.º  | Rússia        | 1       | —     | 1         | 1         |
| 8.º  | Croácia       | 1       | —     | 1         | —         |
| 9.º  | Chile         | 1       | —     | —         | 1         |
| 10.º | Itália        | —       | 2     | 1         | 1         |
| 11.º | Japão         | —       | 2     | —         | 1         |
| 12.º | Alemanha      | —       | 1     | 2         | 2         |
| 13.º | Portugal      | —       | 1     | 1         | —         |
| 14.º | França        | —       | 1     | —         | 1         |
| 15.º | África do Sul | —       | 1     | —         | —         |
| 15.º | Bolívia       | —       | 1     | —         | —         |
| 15.º | Chéquia       | —       | 1     | —         | —         |
| 18.º | Eslovênia     | —       | —     | 1         | —         |
| 19.º | Coreia do Sul | —       | —     | —         | 1         |
| 19.º | Polónia       | —       | —     | —         | 1         |
| 19.º | Suíça         | —       | —     | —         | 1         |

### Títulos por confederação
| Pos | Confederação | Títulos | Vices | 3.º lugar | 4.º lugar |
| --- | ------------ | ------- | ----- | --------- | --------- |
| 1.º | CONMEBOL     | 9       | 5     | 4         | 2         |
| 2.º | UEFA         | 7       | 9     | 9         | 10        |
| 3.º | CONCACAF     | 2       | 2     | 3         | 2         |
| 4.º | CAF          | 1       | 1     | 1         | 1         |
| 5.º | AFC          | —       | 2     | —         | 2         |

## Campeões Regionais
África
América Latina
Ásia-Pacífico
Europa
Sudeste da Ásia